# Lantanov karbonat
Lantanov karbonat (La2(CO3)3) je sol, ki ga tvorijo lantanovi (III) kationi in karbonatni anioni.
V medicini se uporablja kot zaviralec črevesne absorpcije fosfatov pri bolnikih s končno odpovedjo ledvic in hiperfosfatemijo, ker lantanov ion v črevesu tvori komplekse s fosfati.

## Uporaba
Lantanov karbonat se uporablja kot sredstvo za vezavo fosfatov pri hiperfosfatemiji pri bolnikih s kronično odpovedjo ledvic, na primer pri bolnikih na hemodializi.

## Neželeni učinki
Najpogosteje omenjeni neželeni učinki so predvsem učinki na prebavila in se zmanjšajo pri jemanju zdravila s hrano ter sčasoma, s stalno uporabo izzvenijo.
Zelo pogosti in pogosti neželeni učinki, ki jih povzroča lantanov karbonat, so:
- bolečina v trebuhu
- zaprtje
- driska
- glavobol
- povišan krvni tlak
- slabost
- bruhanje

Redkeje se pojavljajo:
- bronhitis
- hiperkalcemija
- rinitis

Po prihodu zdravila na trg so poročali o primerih alergijskih kožnih reakcij (vključno s kožnim izpuščajem, koprivnico in srbežem).